# Sangchīn-e Şāleḩ
Sangchīn-e Şāleḩ (persiska: سنگچین صالح, Sang Chīn Şāleḩ) är en ort i Iran.   Den ligger i provinsen Kermanshah, i den västra delen av landet, 500 km väster om huvudstaden Teheran. Sangchīn-e Şāleḩ ligger 1 283 meter över havet och antalet invånare är 222.
Terrängen runt Sangchīn-e Şāleḩ är huvudsakligen kuperad, men norrut är den bergig. Runt Sangchīn-e Şāleḩ är det ganska tätbefolkat, med 54 invånare per kvadratkilometer. Närmaste större samhälle är Eyvān, 17,8 km söder om Sangchīn-e Şāleḩ. Omgivningarna runt Sangchīn-e Şāleḩ är i huvudsak ett öppet busklandskap.